# Gyöngyösoroszi
Gyöngyösoroszi è un comune dell'Ungheria di 1.543 abitanti (dati 2001). È situato nella contea di Heves.